# Black Mask (singolo)
Black Mask è un singolo del rapper statunitense Jay Gwuapo, pubblicato il 30 ottobre 2020.

## Descrizione
Il brano vede la collaborazione di Pop Smoke.

## Video musicale
Il videoclip ufficiale è stato pubblicato sul canale ufficiale di Pop Smoke. 

## Tracce
1. Black Mask – 2:28